# Salts als Jocs Europeus de 2015 – 1 metre trampolí masculí
La prova d'1 metre trampolí es va disputar el dia 18 de juny al Bakú Aquatics Center.

## Resultats
*   Classificat

   *   Reserva

La ronda classificatòria es va disputar a les 9:00 i la final a les 19:00.(UTM +4)
| Posició | Saltador                  | País        | Preliminar | Preliminar | Final  | Final   |
| Posició | Saltador                  | País        | Punts      | Posició    | Punts  | Posició |
| ------- | ------------------------- | ----------- | ---------- | ---------- | ------ | ------- |
| 1       | Nikita Shleikher          | Rússia      | 507.50     | 2          | 583.80 | 1       |
| 2       | Ilia Molchanov            | Rússia      | 534.80     | 1          | 512.20 | 2       |
| 3       | James Heatly              | Regne Unit  | 481.50     | 4          | 483.40 | 3       |
| 4       | Frihjof Seidel            | Alemanya    | 412.50     | 12         | 473.15 | 4       |
| 5       | Andreas Larsen            | Dinamarca   | 456.40     | 7          | 468.45 | 5       |
| 6       | Jonathan Suckow           | Suïssa      | 472.45     | 5          | 463.90 | 6       |
| 7       | Ruslan Adriano Cristofori | Itàlia      | 486.95     | 3          | 459.75 | 7       |
| 8       | Artyom Danilov            | Azerbaidjan | 427.70     | 11         | 455.15 | 8       |
| 9       | Jordan Houlden            | Regne Unit  | 451.85     | 9          | 453.15 | 9       |
| 10      | Nico Herzog               | Alemanya    | 464.45     | 6          | 450.10 | 10      |
| 11      | Andrea Cosoli             | Itàlia      | 455.60     | 8          | 431.95 | 11      |
| 12      | Juraj Melsa               | Croàcia     | 436.35     | 10         | 430.95 | 12      |
| 13      | Juho Junttila             | Finlàndia   | 409.25     | 13         |        |         |
| 14      | Timothe Deneuville        | França      | 398.15     | 14         |        |         |
| 15      | Dimitrios Molvalis        | Grècia      | 395.55     | 15         |        |         |
| 16      | Yury Naurozau             | Belarús     | 390.55     | 16         |        |         |
| 17      | Nikita Kryvopyshyn        | Ucraïna     | 377.30     | 17         |        |         |
| 18      | Jan Wemelinger            | Suïssa      | 374.80     | 18         |        |         |
| 19      | Hrvoje Brezovac           | Croàcia     | 373.90     | 19         |        |         |
| 20      | Abel Ligart               | Hondures    | 368.15     | 20         |        |         |
| 21      | Alexis Jandard            | França      | 366.00     | 21         |        |         |
| 22      | Alexander Mario Hart      | Àustria     | 356.45     | 22         |        |         |
| 23      | Bogomil Koynashki         | Bulgària    | 356.00     | 23         |        |         |
| 24      | Konstantinos Koutsioumpis | Grècia      | 355.60     | 24         |        |         |
| 25      | Vitalii Levchenko         | Ucraïna     | 334.70     | 25         |        |         |
| 26      | Martynas Pabalys          | Lituània    | 330.75     | 26         |        |         |
| 27      | Ian-soren Cabioch         | Polònia     | 328.55     | 27         |        |         |
| 28      | Mihailo Curic             | Croàcia     | 325.65     | 28         |        |         |
| 29      | Moritz Pail               | Àustria     | 315.95     | 29         |        |         |
| 30      | Georgs Peskisevs          | Letònia     | 300.85     | 30         |        |         |